# Dirphia javarina
Dirphia javarina är en fjärilsart som beskrevs av Butler 1878. Dirphia javarina ingår i släktet Dirphia och familjen påfågelsspinnare. Inga underarter finns listade i Catalogue of Life.